# Malbim

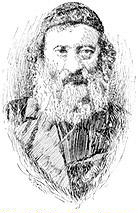
Malbim

Malbim (hebräisch: מלבי"ם ; Akronym für: Meir Löw oder auch: Leibusch ben Jechiel Michael Weiser, geboren 1809 in Wolotschysk, Wolhynien, Russisches Reich; gestorben am 18. September 1879 in Kiew) war ein orthodoxer Rabbiner und bedeutender Talmudist, Bibelexeget und Prediger. Seine Bibelkommentare gehören zu den umfangreichsten und populärsten Beispielen traditioneller Exegese im 19. Jahrhundert. Er war ein streitbarer Gegner der Reform, der vor allem beim deutschen Judentum auf großen Widerstand stieß und dessen tatsächliche oder geplante Ernennungen zum Rabbiner an verschiedenen Orten teilweise zu kulturkampfähnlichen Zuständen und Gemeindespaltungen führten.

## Leben

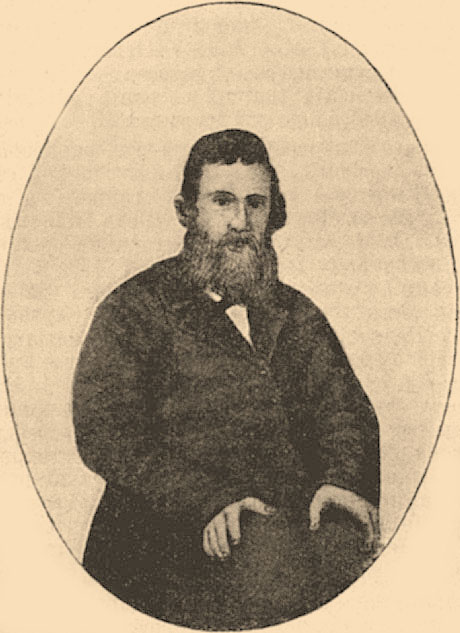
Der Malbim in jüngeren Jahren

Meir Löws Vater verstarb früh (1816). Laut Wininger „zeigte Malbim schon in seiner Kindheit hervorragende Geistesfähigkeiten und war schon im Alter von fünf Jahren in der Bibel und im Raschikommentar heimisch“. Die Mutter heiratete den Rabbiner des Ortes, der den Knaben unterrichtete. Malbim war aber diesen Vorträgen schnell entwachsen, so dass der Rabbiner Mose Halevi Horowitz, „einer der bedeutendsten Talmudgelehrten der Zeit“, dessen Ausbildung übernahm. Mit 12 Jahren verfasste Malbim schon Kommentare zur Bibel und zu einigen talmudischen Traktaten sowie Gedichte.
Mit 14 Jahren war Löw schon verheiratet, aber die Ehe war nur von kurzer Dauer. Er ging nach Warschau und galt dort schnell als der Illui (der Erleuchtete) aus Wolhynien. Später heiratete er erneut und wurde von seinem Schwiegervater finanziell unterstützt, so dass er sich ganz seinem schriftstellerischen Werk widmen konnte. 1834 reiste er an verschiedene Orte Europas (Pressburg, Breslau, Amsterdam), um von Rabbinern Unterstützung und Empfehlungen für sein Werk arzot ha-chajim (Kommentare und Auslegungen zum Schulchan Aruch) zu erhalten, das dann 1837 in Breslau veröffentlicht wurde. 1839 erhielt er auf Empfehlung des Breslauer Rabbiners Zalman Tiktin eine Berufung nach Wreschen.
Von 1845 bis 1859 amtierte er als Rabbiner in Kempen, Posen, und erhielt dort den Beinamen der Kempner Maggid. Eine Wahl zum Oberrabbiner von Wilna wurde durch die Behörden nicht bestätigt. 1860 wurde er, nachdem er das Rabbinat von Satoraljaujhely in Ungarn selbst abgelehnt hatte, Rabbiner in Bukarest und dann auch Oberrabbiner von Rumänien. Als unerbittlicher Gegner der Reformbewegung geriet Malbim in Konflikt mit jüdischen sowie nichtjüdischen Instanzen, wurde mit falschen Anschuldigungen überzogen und eingesperrt. Moses Montefiore gelang es, seine Haftentlassung zu erwirken, jedoch musste Malbim Rumänien verlassen.
Malbim amtierte dann während einer unsteten Wanderschaft in verschiedenen russischen Gemeinden als Rabbiner, hatte aber auch dort innerjüdisch einen schweren Stand, litt unter Verfolgungen und Verleumdungen, wurde von den Vertretern der Haskala ebenso abgelehnt wie von den Chassidim. Aufgrund einer Einladung der Mainzer Gemeinde machte er sich zunächst dorthin auf den Weg, übernahm dann aber eine vierjährige Tätigkeit in Königsberg als Rabbiner der dortigen russischen Gemeinde, wo er mit großen Ehren zugleich als Oberrabbiner für Königsberg und Mecklenburg installiert wurde.
In Königsberg erhielt er Berufungen nach Kremenchug (Ukraine) sowie nach New York, die er beide ablehnte. Er wurde dann in Wilna mit großen Ehren aufgenommen und zum Rabbiner dieser bedeutenden Gemeinde gewählt, die Wahl wurde aber von der Regierung nicht bestätigt. Mehrfach war er als „Revolutionär“ denunziert worden.
1879 reiste Malbim zum Besuch seiner Verwandten nach Kiew, wo er verstarb.

## Werke, Positionen und Bedeutung
Malbims Werke zeugen von umfassenden Kenntnissen der hebräischen Sprache. Er schrieb auch ein Buch über hebräische Satzlehre. Sein Hauptwerk besteht jedoch aus Bibelkommentaren, die zu den umfangreichsten Beispielen traditioneller Exegese im 19. Jahrhundert gehören und die auch bei den orthodox-religiös orientierten Juden seiner Zeit Anerkennung fanden. In diesen Kommentaren bezog er gegen das Reformjudentum Stellung. 
Seiner Ansicht nach untergrub die Reformbewegung das wahre Judentum. Daher versuchte er, die Position des orthodoxen Judentums durch Kenntnis des Hebräischen und Auslegung der Bibel zu stärken und die Reformer auf diesen Gebieten, wo sie nennenswerte Leistungen erbracht hatten, zu schwächen. In seiner Einführung zum Pentateuchkommentar hatora we-ha-mitzwot bezog sich Malbim auf die Reformsynode von Braunschweig, 1844, die er eine 
„Versammlung von Rabbinern, Predigern und Lesern, die ihre Gemeinden schlachten“
nannte. Zur Rechtfertigung seines Widerstands gegen die Reformbewegung sagte er unter anderem:
„Daher war es für den Ewigen Zeit zu handeln und den Zaun um die schriftliche und mündliche Überlieferung zu verstärken, damit ihn die Schänder nicht angreifen und entweihen können.“
Von da an schrieb er seine Kommentare mit dem Ziel zu beweisen, dass 
„die Mündliche Überlieferung das Gesetz ist, das vom Himmel gegeben wurde, dass alle seine Worte notwendig und unbedingt in der grundlegenden Bedeutung des Textes und der Tiefe der Sprache liegen. Interpretation ist nur die grundlegende Bedeutung, basierend auf genauen linguistischen Regeln.“

## Bibliografie (Auswahl)
- Jesaja im perischim. Krotoschin 1849 (Kommentar zum Propheten Jesaja).
- Arzot ha-chajim. 2. Auflage Warschau 1865 (Novellen zum Ritualkodex Orach chajim in zwei Teilen).
- Arzot haschalom. Warschau 1864 (Predigten).
- Likute schoschanim. Wilna 1875 (Erklärungen zu biblischen Synonymen).
- Maschal umeliza. Paris 1867 (religiös-moralisches Drama).
- Mikra kodesch. 2. Auflage, zwölf Bände, Warschau 1874 (Kommentar zu den Propheten und Hagiographen).
- Schire ha-nefesch. Warschau 1876 (Kommentar zum Hohenlied).
- Kommentar zum Buch Esther, Warschau 1878.
- Hatorah we-hamizwah. Warschau 1876–1879 (Pentateuchkommentar).
- Ausgaben der halachischen Midraschim mechilta, sifra und sifre.